# Fool
Fool est une chanson écrite et interprétée par la chanteuse colombienne Shakira, pour son album Laundry Service. La chanson a été officiellement disponible dans un seul pays, au Brésil, où elle a été lancée pour promouvoir la bande originale d'un roman populaire. Elle est devenue un succès dans ce pays. Cependant, en dehors du Brésil, la chanson n'a jamais été publié. Le single promotionnel de la chanson est disponible sur des boutiques de musique en ligne aux États-Unis, mais n'est pas disponible dans le commerce physique.

## Sortie de la chanson
La chanson a été utilisée dans le feuilleton 7 p.m. O Beijo do Vampiro (baiser du vampire) sur TV Globo. Après avoir eu du succès, la chanson a été utilisée pour la promotion de la bande originale de la telenovela.
| Drapeau du Brésil      | Billboard Brasil        | 1  |
| Drapeau du Brésil      | Brasil Pop/Rock Top 50  | 1  |
| Drapeau du Brésil      | Rio Airplay Chart       | 1  |
| Drapeau de la Colombie | Colombia Singles Charts | 19 |